# Capo Sōya
Capo Sōya (宗谷岬?, Sōya-misaki) è un capo situato all'estremo nord dell'isola di Hokkaidō, in Giappone. Si tratta anche del punto più settentrionale del Giappone.

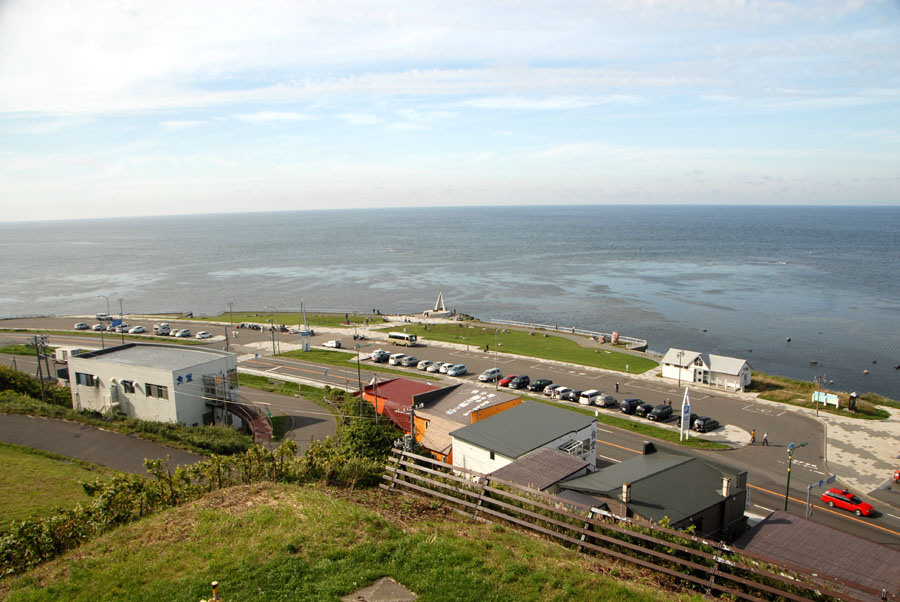
Capo Sōya, sullo sfondo lo stretto.

Capo Sōya è situato nel territorio della città di Wakkanai, nella sottoprefettura di Sōya.
In condizioni di cielo terso, è possibile avvistare l'isola russa di Sachalin, a nord, il quale capo Sōya è separato dallo stretto di La Pérouse, largo 43 km.
A Capo Sōya, la lingua principale parlata è il giapponese. Tuttavia, essendo una zona turistica e vicina alla Russia, è possibile che si sentano anche altre lingue, come il russo, specialmente tra i turisti o nei contesti commerciali.

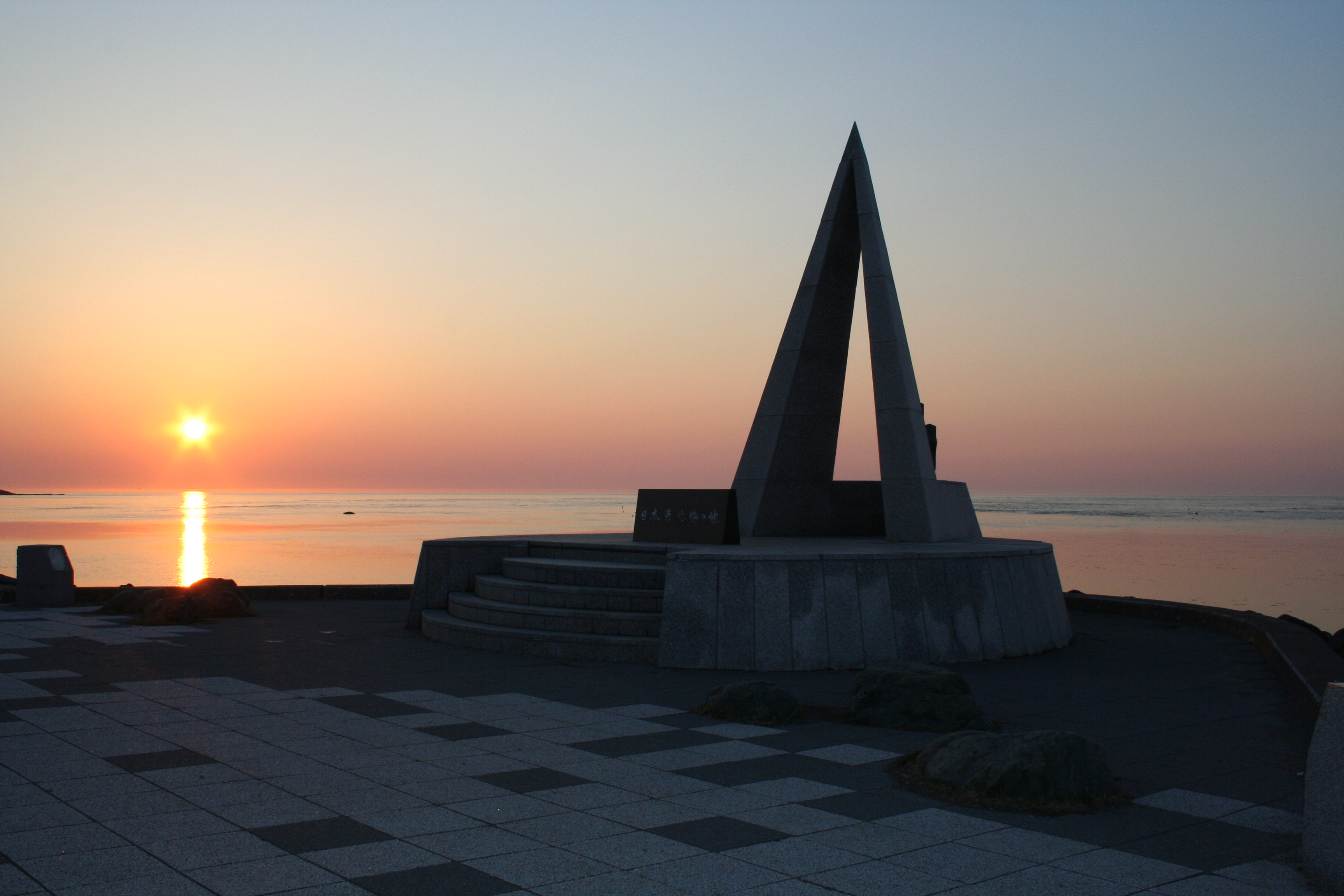
Tramonto su capo Sōya.

## Clima
| Capo Sōya (1991-2020) Fonte: JMA | Mesi         | Mesi         | Mesi         | Mesi        | Mesi        | Mesi        | Mesi        | Mesi        | Mesi        | Mesi        | Mesi         | Mesi         | Stagioni | Stagioni | Stagioni | Stagioni | Anno    |
| Capo Sōya (1991-2020) Fonte: JMA | Gen          | Feb          | Mar          | Apr         | Mag         | Giu         | Lug         | Ago         | Set         | Ott         | Nov          | Dic          | Inv      | Pri      | Est      | Aut      | Anno    |
| -------------------------------- | ------------ | ------------ | ------------ | ----------- | ----------- | ----------- | ----------- | ----------- | ----------- | ----------- | ------------ | ------------ | -------- | -------- | -------- | -------- | ------- |
| T. max. media (°C)               | −2,6         | −2,4         | 1,0          | 7,1         | 11,7        | 15,2        | 19,0        | 21,6        | 19,6        | 13,8        | 6,1          | 0,0          | −1,7     | 6,6      | 18,6     | 13,2     | 9,2     |
| T. media (°C)                    | −4,5         | −4,6         | −1,1         | 3,9         | 8,2         | 11,9        | 16,1        | 18,7        | 16,4        | 10,8        | 3,6          | −2,1         | −3,7     | 3,7      | 15,6     | 10,3     | 6,4     |
| T. min. media (°C)               | −6,6         | −7,1         | −3,7         | 0,8         | 5,1         | 9,2         | 13,7        | 16,2        | 13,4        | 7,6         | 1,0          | −4,4         | −6,0     | 0,7      | 13,0     | 7,3      | 3,8     |
| T. max. assoluta (°C)            | 4,8 (2010)   | 7,8 (2010)   | 13,4 (2018)  | 23,1 (2019) | 26,0 (2013) | 26,4 (2005) | 30,4 (2000) | 31,9 (2000) | 29,7 (1994) | 22,5 (2019) | 17,5 (2004)  | 10,7 (2018)  | 10,7     | 26,0     | 31,9     | 29,7     | 31,9    |
| T. min. assoluta (°C)            | −16,3 (1985) | −17,1 (1986) | −14,9 (2001) | −6,3 (2012) | −1,5 (2006) | 1,7 (1983)  | 5,7 (1989)  | 10,2 (1993) | 5,0 (2014)  | −0,7 (2016) | −10,0 (1987) | −11,8 (2012) | −17,1    | −14,9    | 1,7      | −10,0    | −17,1   |
| Giorni di calura (Tmax ≥ 30 °C)  | 0,0          | 0,0          | 0,0          | 0,0         | 0,0         | 0,0         | 0,1         | 0,1         | 0,0         | 0,0         | 0,0          | 0,0          | 0,0      | 0,0      | 0,2      | 0,0      | 0,2     |
| Giorni di gelo (Tmin ≤ 0 °C)     | 30,6         | 27,9         | 27,4         | 11,1        | 0,9         | 0,0         | 0,0         | 0,0         | 0,0         | 0,2         | 12,2         | 28,8         | 87,3     | 39,4     | 0,0      | 12,4     | 139,1   |
| Giorni di ghiaccio (Tmax ≤ 0 °C) | 24,7         | 22,0         | 11,6         | 0,5         | 0,0         | 0,0         | 0,0         | 0,0         | 0,0         | 0,0         | 2,4          | 16,2         | 62,9     | 12,1     | 0,0      | 2,4      | 77,4    |
| Precipitazioni (mm)              | 23,5         | 18,4         | 21,5         | 31,0        | 58,0        | 58,8        | 106,3       | 126,5       | 123,8       | 114,6       | 94,4         | 54,0         | 95,9     | 110,5    | 291,6    | 332,8    | 830,8   |
| Giorni di pioggia                | 8,9          | 7,3          | 7,3          | 7,1         | 8,6         | 8,5         | 9,1         | 9,5         | 11,2        | 13,6        | 15,1         | 13,8         | 30,0     | 23,0     | 27,1     | 39,9     | 120,0   |
| Ore di soleggiamento mensili     | 49,9         | 91,5         | 156,0        | 187,1       | 177,9       | 142,0       | 123,1       | 153,1       | 179,2       | 141,7       | 61,0         | 29,0         | 170,4    | 521,0    | 418,2    | 381,9    | 1 491,5 |
| Vento (direzione-m/s)            | WNW 8,6      | WNW 8,0      | SW 8,0       | SW 7,5      | SW 7,2      | ESE 6,5     | ESE 6,1     | ESE 6,0     | SW 6,6      | SW 7,8      | WNW 9,0      | WNW 9,3      | 8,6      | 7,6      | 6,2      | 7,8      | 7,6     |